# Jerzy Szablowski (historyk sztuki)
Jerzy Jan Szablowski (ur. 30 stycznia 1906 w Krakowie, zm. 27 września 1989 w Suchej Beskidzkiej) – polski historyk sztuki, muzeolog, profesor Uniwersytetu Jagiellońskiego. W latach 1952–1989 dyrektor Zamku Królewskiego na Wawelu – Państwowych Zbiorów Sztuki.

## Życiorys
Urodził się w rodzinie Mieczysława, doktora praw, i Stanisławy z Pawliców. Po ukończeniu Gimnazjum im. Króla Jana Sobieskiego w Krakowie, w latach 1924–1929 studiował historię sztuki na Uniwersytecie Jagiellońskim. W 1931 otrzymał stopień doktora na podstawie rozprawy Architektura Kalwarii Zebrzydowskiej 1600–1702. Od 1929 był przez sześć lat asystentem w Zakładzie Historii Sztuki UJ. W 1933 został członkiem Komisji Historii Sztuki Polskiej Akademii Umiejętności. W 1935 przeniósł się do Warszawy, gdzie objął stanowiska referendarza Państwowych Zbiorów Sztuki, kustosza Łazienek i zastępcy kierownika, a po trzech latach kierownika Centralnego Biura Inwentaryzacji Zabytków. W latach trzydziestych był też pracownikiem Wydziału (w niektórych okresach był to departament) Sztuki Ministerstwa Wyznań Religijnych i Oświecenia Publicznego W 1939 został szefem Państwowych Zbiorów Sztuki. W tym okresie sformułował zasady inwentaryzacji zabytków i zainaugurował wydawnictwo Zabytki Sztuki w Polsce.
W czasie wojny brał udział w tajnym ratowaniu ruchomych zabytków. Został ciężko ranny podczas powstania warszawskiego.

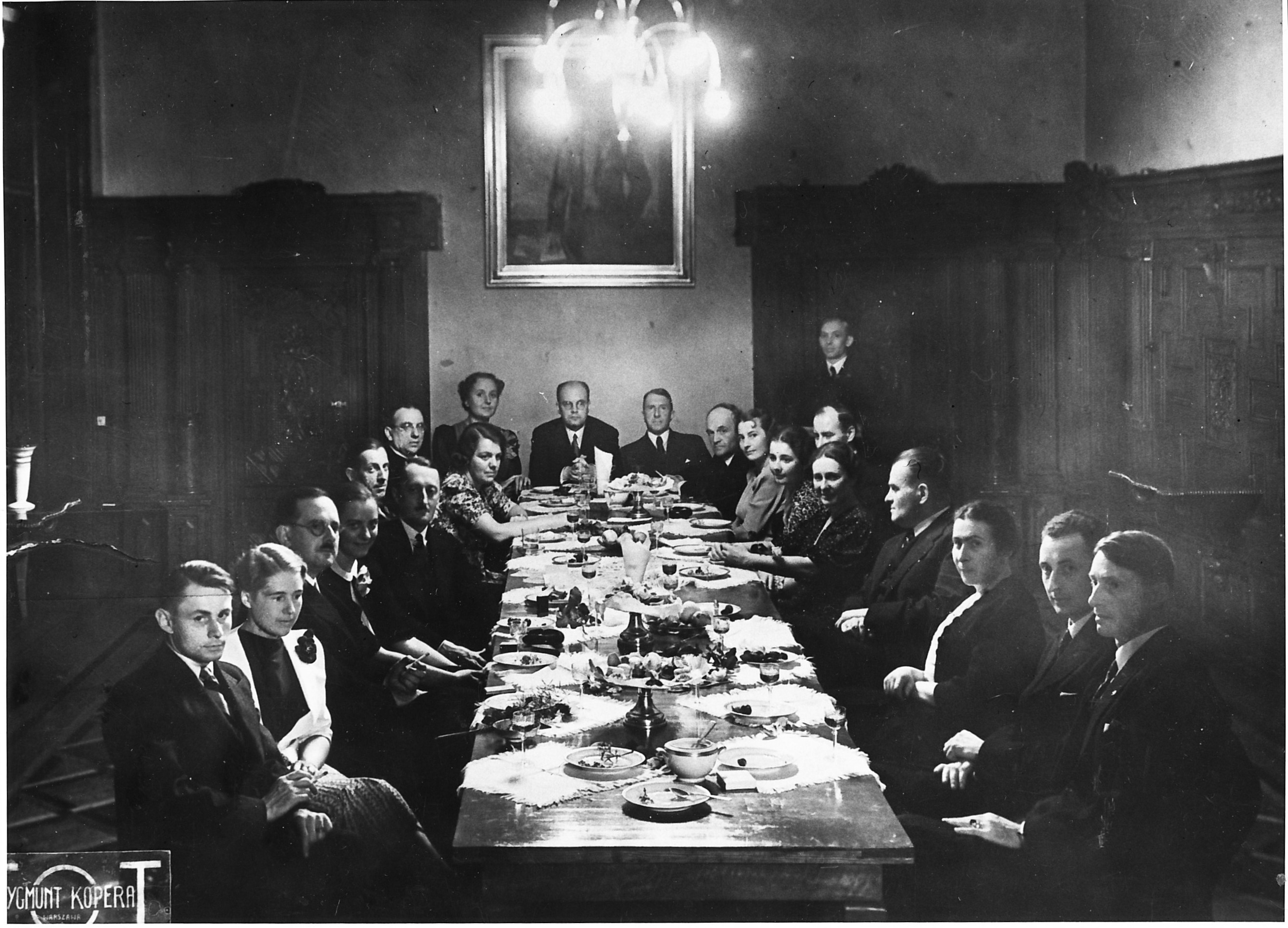
Jerzy Szablowski – trzeci z lewej na zebraniu Wydziału Sztuki Ministerstwa W.R.i O.P., pod przewodnictwem ówczesnego naczelnika tego wydziału Władysława Zawistowskiego (w głębi na wprost – dziesiąty od lewej), Warszawa, 1938

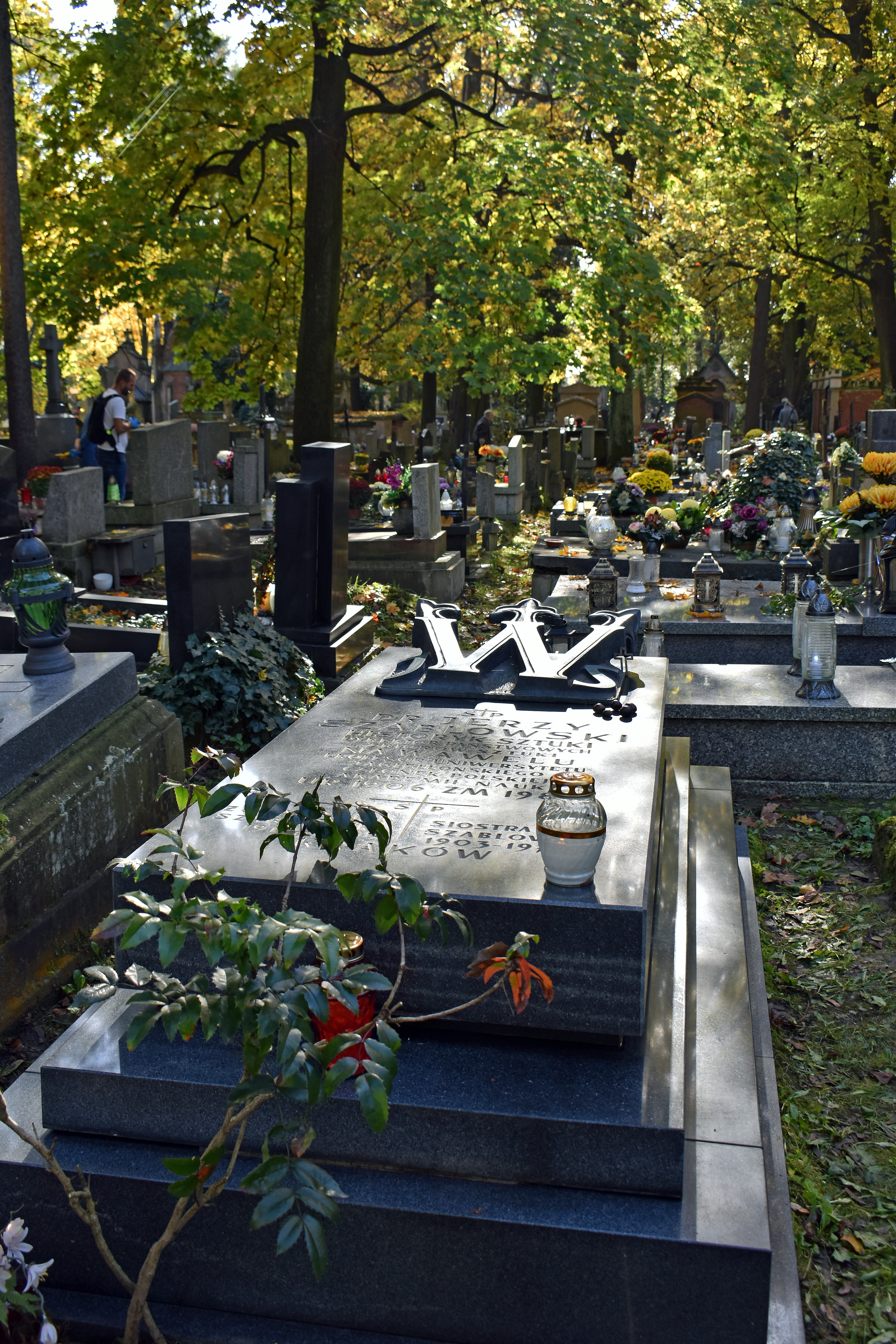
Grób Jerzego Szablowskiego
na cmentarzu Rakowickim w Krakowie

W 1945 wrócił do pracy naukowo-dydaktycznej na UJ, kontynuował też działalność inwentaryzatora zabytków. W 1948 objął redakcję I tomu i opracował zasady nowego monumentalnego wydawnictwa Katalog Zabytków Sztuki w Polsce. Pod jego kierunkiem i przy współautorstwie opracowano też później tom poświęcony Wawelowi. W 1946 habilitował się na podstawie rozprawy Ze studiów nad związkami artystycznymi polsko-czeskimi w epoce renesansu. W 1951 został docentem etatowym, w 1954 uzyskał tytuł profesora nadzwyczajnego, a w 1966 profesora zwyczajnego. W 1961 został członkiem, a w 1974 przewodniczącym Komisji Teorii i Historii Sztuki Oddziału Krakowskiego Polskiej Akademii Nauk. W 1967 otrzymał tytuł członka korespondenta, a w 1980 członka rzeczywistego PAN.
W 1949 został dyrektorem Muzeum Historii Wawelu, a w 1952 dyrektorem Państwowych Zbiorów Sztuki na Wawelu (funkcję tę pełnił do śmierci). Do najważniejszych jego osiągnięć na tym stanowisku należało odzyskanie (1959–1961) tzw. skarbów wawelskich przechowywanych od wojny w Kanadzie (w tym arrasów) z kolekcji króla Zygmunta Augusta, wydatne powiększenie wawelskich zbiorów muzealnych, zorganizowanie pięciu stałych ekspozycji w zamku królewskim i stałej wystawy w zamku Pieskowa Skała (oddziale PZS na Wawelu) oraz paru wielkich wystaw czasowych, zainicjowanie i redagowanie kilku wawelskich serii wydawniczych (Źródła do Dziejów Wawelu, Studia do Dziejów Wawelu, Biblioteka Wawelska).
Szablowski jest autorem ok. 150 publikacji. Wybitny znawca polskiej architektury renesansowej, interesował się również późnym gotykiem i barokiem. Był członkiem Stowarzyszenia Historyków Sztuki, Towarzystwa Miłośników Historii i Zabytków Krakowa, a także członkiem kilku międzynarodowych organizacji muzealnych i konserwatorskich.
W latach 1976–1988 sprawował funkcję radnego miejskiego, pełnił także obowiązki wiceprzewodniczącego Rady Narodowej Miasta Krakowa. Od 1978 wchodził w skład Społecznego Komitetu Odnowy Zabytków Krakowa, a od 1982 był też członkiem Krakowskiej Rady Ochrony Dóbr Kultury przy Prezydencie Miasta Krakowa.
Był także konsultantem filmowym. Z jego wiedzy historycznej skorzystał Jerzy Hoffman przy realizacji Pana Wołodyjowskiego (1969) i Potopu (1974).
Od 1951 był żonaty z Wandą z Hennebergów (1917–1995).
Zmarł w Suchej Beskidzkiej, pochowany na cmentarzu Rakowickim w Krakowie (kwatera VIII-płn-5 po prawej Golików).

## Publikacje
- Architektura Kalwarii Zebrzydowskiej, „Rocznik Krakowski”, t. 24, 1933.
- Łazienki królewskie. Widoki, plany i projekty (od schyłku XVII do połowy w. XIX), Warszawa 1937.
- Wspólnie z K. Kantakiem i J. Żarneckim: Kościół i klasztor OO. Bernardynów w Krakowie (Biblioteka Krakowska, t. 96), Kraków 1938.
- Zabytki sztuki w Polsce. Inwentarz topograficzny, t. 3: Powiat żywiecki. Województwo krakowskie, Warszawa 1948.
- Ze studiów nad związkami artystycznymi polsko-czeskimi i renesansem zachodniosłowiańskim, „Prace Komisji Historii Sztuki”, t. 9, 1948.
- Architektura, [w pracy zbiorowej:] Historia sztuki polskiej, t. 2, Kraków 1962.
- Współautorstwo i redakcja: Katalog zabytków sztuki w Polsce, t. 4, Miasto Kraków, cz. 1: Wawel, Warszawa 1965.
- Współautorstwo i redakcja: Zbiory Zamku Królewskiego na Wawelu, Warszawa 1990.

## Ordery i odznaczenia
- Krzyż Wielki Orderu Odrodzenia Polski (1980)[9]
- Order Sztandaru Pracy I klasy (dwukrotnie)[10]
- Krzyż Komandorski z Gwiazdą Orderu Odrodzenia Polski[10]
- Krzyż Komandorski Orderu Odrodzenia Polski (1959)[11]
- Krzyż Kawalerski Orderu Odrodzenia Polski (22 lipca 1953)[12]
- Medal 40-lecia Polski Ludowej (1984)[13]
- Odznaka tytułu honorowego „Zasłużony dla Kultury Narodowej” (1987)[14]
- Krzyż Komandorski Orderu Korony (Belgia)[10]
- Krzyż Kawalerski Orderu Korony Rumunii (Rumunia)[10]

## Nagrody
- Nagroda Państwowa II stopnia (zespołowa) za zasługi naukowe w dziedzinie muzealnictwa w minionym dziesięcioleciu (1955)
- Nagroda Miasta Krakowa (1960)[15]
- Nagroda Państwowa I stopnia (1964)[6]
- Nagroda Prezesa Rady Ministrów I stopnia (zespołowa) (1979)[6]

## Upamiętnienie
Imię Jerzego Szablowskiego nosi jedna z krakowskich ulic.